# Corrado il Vecchio
Corrado il Vecchio (845/860 circa – Fritzlar, 27 febbraio 906), fu duca di Franconia (Dux Francorum orientalium).

## Biografia
Era figlio di Udo († 879), conte di Lahngau nell'886. Era il fratello di Gebeardo, che venne creato duca di Lorena nel 903; era fratello anche del vescovo di Würzburg Rodolfo I. Faceva quindi parte della dinastia dei Corradinidi. Creato brevemente margravio di Turingia nell'892, mantenne la Lahngau quando sua madre morì nel 901, a Fritzlar.
Il 27 febbraio 906 morì in combattimento a Fritzlar contro Adalberto di Babenberg, suo rivale in quanto membro della dinastia Babenberg, dinastia contro cui stava lottando per il controllo del ducato di Franconia. La battaglia fu però vinta e Corrado divenne duca di Franconia.

## Famiglia e figli
Corrado si sposò con Glismut, di ascendenza disputata, ed ebbero:
- Corrado I di Germania, nato circa nell'880/890, duca di Franconia dal 906 alla morte. Fu incoronato re dei Franchi Orientali qualche anno più tardi.
- Eberardo di Franconia, duca di Franconia dal 918 alla morte.

## Ascendenza
|                    |   |                        | Genitori             |  |  | Nonni |  |  | Bisnonni         |  |  | Trisnonni         |  |
|                    |   |                        |                      |  |  |       |  |  | Oddone d'Orléans |  |  | Adriano d'Orléans |  |
|                    |   |                        |                      |  |  |       |  |  | Oddone d'Orléans |  |  | Adriano d'Orléans |  |
|                    |   | Waldrada               |                      |  |  |       |  |  | Oddone d'Orléans |  |  |                   |  |
| Gebardo di Lahngau |   |                        |                      |  |  |       |  |  | Oddone d'Orléans |  |  |                   |  |
|                    |   | Engeltrude di Fézensac | Leotardo I di Parigi |  |  |       |  |  |                  |  |  |                   |  |
|                    |   | Engeltrude di Fézensac | Leotardo I di Parigi |  |  |       |  |  |                  |  |  |                   |  |
|                    |   | Engeltrude di Fézensac | Grimilde             |  |  |       |  |  |                  |  |  |                   |  |
| Udo di Neustria    |   | Engeltrude di Fézensac |                      |  |  |       |  |  |                  |  |  |                   |  |
|                    |   | …                      | …                    |  |  |       |  |  |                  |  |  |                   |  |
|                    |   | …                      | …                    |  |  |       |  |  |                  |  |  |                   |  |
|                    |   | …                      | …                    |  |  |       |  |  |                  |  |  |                   |  |
| …                  |   | …                      |                      |  |  |       |  |  |                  |  |  |                   |  |
|                    |   | …                      | …                    |  |  |       |  |  |                  |  |  |                   |  |
|                    |   | …                      | …                    |  |  |       |  |  |                  |  |  |                   |  |
|                    |   | …                      | …                    |  |  |       |  |  |                  |  |  |                   |  |
| Corrado il Vecchio |   | …                      |                      |  |  |       |  |  |                  |  |  |                   |  |
|                    | … | …                      |                      |  |  |       |  |  |                  |  |  |                   |  |
|                    | … | …                      |                      |  |  |       |  |  |                  |  |  |                   |  |
|                    | … | …                      |                      |  |  |       |  |  |                  |  |  |                   |  |
| …                  | … |                        |                      |  |  |       |  |  |                  |  |  |                   |  |
|                    |   | …                      | …                    |  |  |       |  |  |                  |  |  |                   |  |
|                    |   | …                      | …                    |  |  |       |  |  |                  |  |  |                   |  |
|                    |   | …                      | …                    |  |  |       |  |  |                  |  |  |                   |  |
| …                  |   | …                      |                      |  |  |       |  |  |                  |  |  |                   |  |
|                    |   | …                      | …                    |  |  |       |  |  |                  |  |  |                   |  |
|                    |   | …                      | …                    |  |  |       |  |  |                  |  |  |                   |  |
|                    |   | …                      | …                    |  |  |       |  |  |                  |  |  |                   |  |
| …                  |   | …                      |                      |  |  |       |  |  |                  |  |  |                   |  |
|                    |   | …                      | …                    |  |  |       |  |  |                  |  |  |                   |  |
|                    |   | …                      | …                    |  |  |       |  |  |                  |  |  |                   |  |
|                    |   | …                      | …                    |  |  |       |  |  |                  |  |  |                   |  |
|                    |   | …                      |                      |  |  |       |  |  |                  |  |  |                   |  |